# My Sweet Lord
My Sweet Lord – piosenka i pierwszy solowy singel angielskiego muzyka George’a Harrisona promujący album All Things Must Pass (1970). Singel został wydany w listopadzie 1970 roku na 7-calowej płycie gramofonowej. Dwa miesiące po śmierci Harrisona, 14 stycznia 2002 roku wydana została na CD reedycja singla (Capitol Records).

## Lista utworów
Opracowano na podstawie materiału źródłowego.

### Wersja pierwsza
| A.  | „My Sweet Lord”               | 4:39  |
|     |                               |       |
| A'. | „Isn’t It a Pity” (version 1) | 7:10  |
|     |                               |       |
|     |                               | 11:49 |
|     |                               |       |

### Wersja brytyjska
| A. | „My Sweet Lord” | 4:40  |
|    |                 |       |
| B. | „What Is Life”  | 4:24  |
|    |                 |       |
|    |                 | 09:04 |
|    |                 |       |

### Reedycja (2002)
| 1. | „My Sweet Lord”        | 4:40  |
|    |                        |       |
| 2. | „Let It Down”          | 3:54  |
|    |                        |       |
| 3. | „My Sweet Lord” [2000] | 4:55  |
|    |                        |       |
|    |                        | 13:29 |
|    |                        |       |

## Wykonanie
Opracowano na podstawie materiału źródłowego.
- George Harrison – wokal, chórki, gitara slide
- Eric Clapton, Pete Ham, Tom Evans, Joey Molland – akustyczne gitary rytmiczne
- Billy Preston – fortepian
- Klaus Voormann – gitara basowa
- Gary Wright – elektryczne pianino
- Ringo Starr – perkusja
- Jim Gordon – bębny
- Mike Gibbins – tamburyna
- Bobby Whitlock – chórki
- nieznany muzyk – harmonium